# Challenger de Nápoles 2025
El torneo Napoli Tennis Cup 2025 fue un torneo de tenis perteneció al ATP Challenger Tour 2025 en la categoría Challenger 125. Se trató de la 23ª edición; el torneo tuvo lugar en la ciudad de Nápoles (Italia), desde el 24 hasta el 30 de marzo de 2025 sobre pista de tierra batida al aire libre.

## Jugadores participantes del cuadro de individuales
| Preclasificado | País                      | Jugador             | Rank1 | Posición en el torneo |
| 1              | Bandera de Italia         | Luciano Darderi     | 61    | FINAL                 |
| 2              | Bandera de Bélgica        | Raphaël Collignon   | 91    | Primera ronda         |
| 3              | Bandera de Italia         | Francesco Passaro   | 94    | Primera ronda         |
| 4              | Bandera de Brasil         | Thiago Seyboth Wild | 96    | Primera ronda         |
| 5              | Bandera de Italia         | Fabio Fognini       | 97    | Primera ronda         |
| 6              | Bandera de Estados Unidos | Tristan Boyer       | 111   | Primera ronda         |
| 7              | Bandera de Croacia        | Borna Ćorić         | 112   | Segunda ronda         |
| 8              | Bandera de China Taipéi   | Tseng Chun-hsin     | 115   | Segunda ronda         |

- 1 Se ha tomado en cuenta el ranking del 17 de marzo de 2025.

### Otros participantes
Los siguientes jugadores recibieron una invitación (wild card), por lo tanto ingresan directamente al cuadro principal (WC):
- Francesco Maestrelli
- Giulio Zeppieri
- Thiago Seyboth Wild

Los siguientes jugadores ingresan al cuadro principal tras disputar el cuadro clasificatorio (Q):
- Franco Agamenone
- Hynek Bartoň
- Giovanni Fonio
- Borna Gojo
- Andrea Pellegrino
- Elias Ymer

## Campeones

### Individual Masculino
- Vít Kopřiva derrotó en la final a  Luciano Darderi por 3–6, 6–3, 7–6(4)

### Dobles Masculino
- Alexander Erler /  Constantin Frantzen derrotaron en la final a  Geoffrey Blancaneaux /  Albano Olivetti por 6–4, 6–4